# ハイブリッド型植物工場
ハイブリッド型植物工場（ハイブリッドがたしょくぶつこうじょう）とは、植物工場の一類型。人工光を利用した完全閉鎖型システムとビニールハウス内での養液栽培を基に、太陽光を活用したシステムの2タイプがある。
しかしながら、近年はその両者のメリットを取り入れた中間型と言える植物工場も出現している。すなわち、育苗期間は完全人工光型で苗生産を行い、本圃へ移植後は太陽光利用型のビニールハウス内において、再現性の高い養液栽培により、安定・計画生産を行う。人工光型と太陽光利用型の双方のメリットを生かした植物工場である。
この方式は、果菜類では低段密植の高糖度トマトの栽培や葉菜ではNFTと毛管水耕の融合と呼ばれる方式でかなりの普及実績がある。

## 完全閉鎖型システムとの比較
メリットは、完全閉鎖型の植物工場のイニシャルコストの低減と電気代の低減を図ることが可能であり、デメリットは、日照時間の長い時は、生産量が多く、短い時は、生産量が少なくなり、完全閉鎖型のように1年を通じて生産量を一定にすることができない。トマトに関しては、そもそも完全閉鎖型は実績がなく比較ができない。

## 太陽光利用型システムとの比較
メリットは、高い栽培技術を求められる育苗に関して、光や温度変化に対して、常に一定の環境を保つことができ、不確定要素が少なく、良苗を簡単に育苗することが可能である。本圃に移植してからは、太陽光利用型として栽培を行う。デメリットは育苗に関するコストが割高である。しかしながら、育苗に関するコストは全体のコストの中ではウエイトが低いため、メリットの方が大きい。苗半作とよく言われるように、育苗の栽培期間は短いが、良い苗は本圃で良い製品を収穫するための必要条件である。

## 歴史
人工光・閉鎖型苗生産装置が千葉大の古在元学長の提唱を受け開発され、2002年に発売された。トマトの低段密植用の育苗装置としては、静岡県の大井川地区において導入され、静岡県内はもとより、長野県の軽井沢地区においても導入が進んだ。排液をかなり絞ったポット栽培による養液栽培とのセットで、両県において25ヘクタール以上の導入実績がある。
葉菜においては、2002年より全国規模で導入が進み、30ヘクタール以上の導入実績がある。